# Francesco Petroni
Francesco Petroni (Lucca, 1877 – Lucca, 4 aprile 1960) è stato uno scultore e insegnante d’arte italiano.

## Biografia
Parente dello scultore Urbano Lucchesi, compì i primi studi presso l'istituto d'arte di Lucca.
Si fece presto apprezzare in città, dove ottenne i primi significativi incarichi per il Cimitero Monumentale, recentemente recuperati in sede storiografica.
Nel 1906 vince il concorso nazionale per un monumento a Verona in onore di Carlo Montanari.
Nel 1909 diventò docente di plastica nello stesso istituto di cui era stato allievo.
Nel 1911  ottenne l'incarico di curare la sezione lucchese all'Esposizione etnografica delle regioni di Roma, nell'ambito dei festeggiamenti per il cinquantenario dell'Unità d'Italia.
In quegli anni fu intensa la produzione di opere per celebrare uomini illustri della storia locale e nazionale, soprattutto su incarico di comitati democratico-repubblicani, oltre che per il Cimitero Monumentale di Lucca.
Nel corso degli anni Venti, dopo aver modellato un monumento a Dante Alighieri per la comunità italiana di Córdoba, in Argentina, fu impegnato nella realizzazione di un discreto numero di monumenti ai caduti.
Morì nella sua città il 4 aprile 1960 lasciando un progetto di monumento per onorare a Genova la figura del sindacalista socialista Giulietti.

## Opere principali
- Busto di Dante Alighieri, Montefegatesi  (1902)
- Monumento a Carlo Montanari, Verona (1910)
- Ritratto di Giacomo Puccini, Teatro del Giglio, Lucca (1911)
- Monumento al garibaldino Tito Strocchi, Lucca (1911 – 1913)
- Monumento a Dante Alighieri, Córdoba (1921)
- Monumento ai Caduti, Montefegatesi (Bagni di Lucca, (1924)
- Monumento ai Caduti, Montecatini Terme (1924 – 1927)
- Monumento ad Alfredo Catalani, Lucca, Baluardo di S. Paolino (1954)